# ルイーゼロッテ・エンダーレ
ルイーゼロッテ・エンダーレ（Luiselotte Enderle、1908年1月19日 - 1991年11月3日）は、エーリッヒ・ケストナーのパートナー及び伝記作家として知られるドイツのジャーナリスト。1958年の映画『Das Wirtshaus im Spessart』（英語版『The Spessart Inn』）の脚本を書いた。

## 来歴
1927年、ライプツィヒの出版社オットー・ベイヤーのジャーナリストとして、エーリッヒ・ケストナーに会った。1935年、2人はベルリンで再会し、親しい関係になった。1944年にケストナーのアパートが爆撃された時、エンダーレとともに転居した。
エンダーレはウーファで脚本家として働き、1945年にベルリンから逃亡した。ケストナーが脚本を担当した映画『Das verlorene Gesicht』に携わっているという口実で、彼らは60人のチームで戦乱の首都を離れ、チロル州ツィラータールのマイヤーホーフェンに避難した。彼らはカメラに空のフィルムカセットを装着して偽装した。
1945年、エンダーレとケストナーはミュンヘンのノイエ・ツァイトゥングの編集者として働いた。
ケストナーは彼女と40年近く暮らしていたが、1度も結婚したことはなく、ケストナーの息子トーマスの母親でもなかった。
彼女のケストナーの伝記では以下の理由で、ケストナーと息子の母親である女性（フリーデル・ジーベルト）との関係についての記述は無い。
「もちろん、女性関係についての質問もしました。エーリッヒ・ケストナーはこれについて話すことを拒否しました。推測も禁じられています。従って女性関係は公表されているものが全てです。」—ルイーゼロッテ・エンダーレ著: 『Erich Kästner』Rowohlt, 1966年
ルイーゼロッテ・エンダーレは『ふたりのロッテ』の双子のルイーゼとロッテの母親、ルイーゼロッテ・ケルナーのモデルであった。 彼女はミュンヘン、ボーゲンハウゼン墓地にある彼女のパートナーの墓に葬られた。

## 著書
- Kästner: Eine Bildbiographie. Kindler-Verlag, München 1960. ASIN: B0181X6QIW
- Erich Kästner. Rowohlt-Verlag, Reinbek 1966. ISBN 978-3499501203